# Campionati mondiali di sollevamento pesi 2021 - 96 kg maschile
Le gare di sollevamento pesi della categoria fino a 96 kg maschile — pesi mediomassimi — dei campionati mondiali del 2021 si sono svolte dal 13 al 14 dicembre 2021 a Tashkent presso l'Uzbekistan Sport Complex.

## Programma
L'orario indicato corrisponde a quello uzbeko (UTC+05:00)
| Data             | Orario | Evento   |
| ---------------- | ------ | -------- |
| 13 dicembre 2021 | 21:30  | Gruppo D |
| 14 dicembre 2021 | 08:30  | Gruppo C |
| 14 dicembre 2021 | 13:00  | Gruppo B |
| 14 dicembre 2021 | 16:00  | Gruppo A |

## Medagliati
Per ciascun esercizio, i primi tre classificati sono i seguenti:
| Esercizio | Oro            | Oro    | Argento        | Argento | Bronzo              | Bronzo |
| --------- | -------------- | ------ | -------------- | ------- | ------------------- | ------ |
| Strappo   | Lesman Paredes | 187 kg | Boady Santavy  | 178 kg  | Keydomar Vallenilla | 177 kg |
| Slancio   | Fares El-Bakh  | 222 kg | Artëm Antropov | 221 kg  | Keydomar Vallenilla | 214 kg |
| Totale    | Lesman Paredes | 400 kg | Fares El-Bakh  | 394 kg  | Keydomar Vallenilla | 391 kg |

## Record
Prima di questa competizione, i record mondiali esistenti erano i seguenti:
| Record mondiale | Strappo | Sohrab Moradi | 186 kg | Aşgabat, Turkmenistan | 7 novembre 2018 |
| Record mondiale | Slancio | Tian Tao      | 231 kg | Tokyo, Giappone       | 7 luglio 2019   |
| Record mondiale | Totale  | Sohrab Moradi | 416 kg | Aşgabat, Turkmenistan | 7 novembre 2018 |

## Risultati
| Pos. | Atleta                      | Gr. | Peso atleta | Strappo (kg) | Strappo (kg) | Strappo (kg) | Strappo (kg) | Slancio (kg) | Slancio (kg) | Slancio (kg) | Slancio (kg) | Totale   |
| Pos. | Atleta                      | Gr. | Peso atleta | 1            | 2            | 3            | Pos.         | 1            | 2            | 3            | Pos.         | Totale   |
| ---- | --------------------------- | --- | ----------- | ------------ | ------------ | ------------ | ------------ | ------------ | ------------ | ------------ | ------------ | -------- |
|      | Lesman Paredes (COL)        | A   | 95.60       | 180          | 187          | 190          |              | 208          | 208          | 213          | 4            | 400      |
|      | Fares El-Bakh (QAT)         | A   | 95.80       | 172          | 175          | 175          | 6            | 217          | 222          | 229          |              | 394      |
|      | Keydomar Vallenilla (VEN)   | A   | 95.20       | 172          | 175          | 177          |              | 210          | 214          | 214          |              | 391      |
| 4    | Artëm Antropov (KAZ)        | A   | 96.00       | 160          | 164          | 167          | 13           | 216          | 221          | 224          |              | 385      |
| 5    | Boady Santavy (CAN)         | A   | 95.90       | 172          | 176          | 178          |              | 201          | 206          | 207          | 13           | 379      |
| 6    | Reza Dehdar (IRI)           | A   | 96.00       | 168          | 168          | 172          | 7            | 207          | 216          | 217          | 9            | 379      |
| 7    | Georgi Kuptsov (RWF)        | A   | 95.90       | 164          | 169          | 174          | 4            | 204          | 209          | 210          | 11           | 378      |
| 8    | Ahmed Sayed Ali (EGY)       | B   | 95.60       | 165          | 165          | 171          | 11           | 207          | 212          | 217          | 5            | 377      |
| 9    | Romain Imadouchène (FRA)    | B   | 94.60       | 155          | 160          | 163          | 17           | 205          | 210          | 212          | 6            | 372      |
| 10   | Andrés Serna (COL)          | B   | 95.70       | 153          | 158          | 163          | 15           | 198          | 203          | 208          | 7            | 371      |
| 11   | Davit Hovhannisyan (ARM)    | B   | 95.60       | 165          | 170          | 170          | 9            | 200          | 205          | 210          | 10           | 370      |
| 12   | Hakob Mkrtchyan (ARM)       | A   | 95.60       | 163          | 167          | 167          | 16           | 207          | 212          | 212          | 8            | 370      |
| 13   | Pjotr Asajonak (BLR)        | B   | 94.80       | 165          | 170          | 170          | 10           | 196          | 202          | 206          | 12           | 367      |
| 14   | Artur Babayan (RWF)         | A   | 96.00       | 165          | 170          | 173          | 12           | 200          | 205          | 207          | 14           | 365      |
| 15   | Anton Pliesnoi (GEO)        | B   | 96.00       | 170          | 170          | 177          | 8            | 190          | —            | —            | 19           | 360      |
| 16   | Ali Al-Khazal (KSA)         | C   | 95.30       | 154          | 159          | 163          | 14           | 194          | 202          | 202          | 16           | 357      |
| 17   | Irakli Gobejishvili (GEO)   | C   | 95.30       | 154          | 154          | 158          | 18           | 183          | 188          | 188          | 22           | 346      |
| 18   | Antonis Martasidis (CYP)    | C   | 90.70       | 145          | 152          | 153          | 21           | 185          | 190          | 195          | 18           | 343      |
| 19   | Khojiakbar Olimov (UZB)     | C   | 90.20       | 148          | 152          | 152          | 23           | 180          | 186          | 191          | 17           | 343      |
| 20   | Saddam Messaoui (ALG)       | C   | 95.20       | 155          | 155          | 160          | 19           | 185          | 185          | 185          | 24           | 340      |
| 21   | Vikas Thakur (IND)          | C   | 96.00       | 150          | 150          | 154          | 24           | 183          | 189          | 194          | 21           | 339      |
| 22   | Wilmer Contreras (ECU)      | C   | 95.00       | 147          | 150          | 152          | 22           | 183          | 183          | 183          | 25           | 335      |
| 23   | Jagdish Vishwakarma (IND)   | D   | 95.50       | 137          | 142          | 145          | 26           | 180          | 186          | 191          | 23           | 328      |
| 24   | Weeraphat Boonlang (THA)    | D   | 95.60       | 140          | 140          | 146          | 25           | 160          | 173          | 181          | 26           | 327      |
| 25   | Yannick Tschan (SUI)        | D   | 95.30       | 138          | 142          | 145          | 27           | 175          | 179          | 184          | 28           | 321      |
| 26   | Joël Essama (CMR)           | D   | 94.70       | 130          | 138          | 145          | 28           | 170          | 170          | 175          | 29           | 313      |
| 27   | John Tabique (PHI)          | D   | 95.80       | 130          | 137          | 140          | 29           | 167          | 172          | 172          | 30           | 304      |
| 28   | Cédric Coret (MRI)          | D   | 94.90       | 130          | 130          | 137          | 32           | 166          | 166          | 171          | 31           | 296      |
| 29   | Shanaka Peters (SRI)        | D   | 95.10       | 125          | 130          | 133          | 31           | 165          | 170          | 170          | 32           | 295      |
| 30   | Jiarul Islam (BAN)          | D   | 95.50       | 117          | 123          | 129          | 33           | 143          | 153          | 160          | 33           | 276      |
| —    | Chen Po-jen (TPE)           | A   | 95.70       | 170          | 173          | 177          | 5            | 195          | 195          | 195          | —            | —        |
| —    | Leho Pent (EST)             | C   | 95.20       | 153          | 157          | 158          | 20           | 187          | 187          | 190          | —            | —        |
| —    | John Cheah (SGP)            | D   | 95.20       | 132          | 134          | 137          | 30           | 165          | 166          | 166          | —            | —        |
| —    | Abdalla Galal Mostafa (EGY) | B   | 95.30       | 155          | 155          | 155          | —            | 195          | 200          | 200          | 15           | —        |
| —    | Gerasimos Galiatsatos (GRE) | B   | 95.40       | 176          | 176          | 177          | —            | 190          | 190          | 190          | 20           | —        |
| —    | Forrester Osei (GHA)        | C   | 95.40       | 150          | 150          | 150          | —            | 175          | 181          | 186          | 27           | —        |
| —    | Marco Gregório (BRA)        | B   | 92.30       | 166          | 166          | 166          | —            | —            | —            | —            | —            | —        |
| —    | Jang Yeon-hak (KOR)         | A   | 95.30       | 171          | 176          | 176          | —            | 201          | 201          | 201          | —            | —        |
| —    | Evangelos Galiatsatos (GRE) | C   | ritirato    | ritirato     | ritirato     | ritirato     | ritirato     | ritirato     | ritirato     | ritirato     | ritirato     | ritirato |
| —    | Mohammed Hamada (PLE)       | D   | ritirato    | ritirato     | ritirato     | ritirato     | ritirato     | ritirato     | ritirato     | ritirato     | ritirato     | ritirato |